# Venire contra factum proprium
Venire contra factum proprium, ou nemo potest venire contra factum proprium, é um brocardo latino que significa "vir contra seus próprios atos", "ninguém pode comportar-se contra seus próprios atos". É um princípio base do Direito Civil e do Direito Internacional, que veda comportamentos contraditórios de uma pessoa.
Seu fundamento se encontra nos princípios da boa-fé e da força cogente dos contratos (pacta sunt servanda).

## Alguns julgados no Brasil com aplicação deste princípio
Superior Tribunal de Justiça (STJ)
Segundo jurisprudência assente no STJ, "a ninguém é lícito fazer valer um direito em contradição com a sua conduta anterior ou posterior interpretada objetivamente, segundo a lei, os bons costumes e a boa-fé" (REsp n. 1.192.678/PR, Relator Ministro PAULO DE TARSO SANSEVERINO, TERCEIRA TURMA, julgado em 13/11/2012, DJe 26/11/2012).
No Agravo Regimental no Recurso em Mandado de Segurança, o Ministro REYNALDO SOARES DA FONSECA usou tal fundamento para negar provimento ao recurso:
Se o recorrente concordou, anteriormente, com a produção da prova, sua mudança de opinião a respeito do assunto constitui afronta ao princípio da boa-fé processual e impede o reconhecimento de nulidade, em virtude do brocardo jurídico 'nemo potest venire contra factum proprium', que veda o comportamento contraditório.
Tribunal de Justiça do Estado do Rio Grande do Sul
"Não é dado à ré exigir que o autor forneça documentos para fins de transferência dos salvados junto ao órgão competente e, após, adote comportamento contraditório, permanecendo inerte, sob pena de ferir o princípio "venire contrafactum proprium"." (TJRS - 6ª Câmara Cível - 70050898410, Rel. Des. Sylvio José Costa da Silva Tavares)
Tribunal de Justiça do Estado do Mato Grosso do Sul
"a mudança de negociações pautadas por expectativa escudada na boa-fé objetiva importa em venire contra factum proprium devendo ser arrostada pela proteção da confiança da outra parte" (TJMS – 1ª Turma Cível – Apelação Cível – Ordinário – n° 2001.006261-8/0000-00 – Relator Des. Jorde Eustácio da Silva Frias)
Tribunal de Justiça do Estado de São Paulo
"inadmissível comportamento processual em contradição à conduta de anuência à composição havida" e "aplicável o princípio segundo o qual a ninguém é licito venire contra factum proprium". (TJSP – Apelação Cível – 5ª Turma de Direito Privado – n° 5818044200 - Rel. Des. Oscarlino Moeller).